# Грикур
Грику́р (фр. Gricourt) — коммуна во Франции, находится в регионе Пикардия. Департамент коммуны — Эна. Входит в состав кантона Сен-Кантен-1. Округ коммуны — Сен-Кантен.
Код INSEE коммуны — 02355.

## Население
Население коммуны на 2010 год составляло 869 человек.
| 1962 | 1968 | 1975 | 1982 | 1990 | 1999 | 2010 |
| ---- | ---- | ---- | ---- | ---- | ---- | ---- |
| 439  | 397  | 669  | 651  | 761  | 739  | 869  |

## Экономика
В 2010 году среди 582 человек трудоспособного возраста (15—64 лет) 425 были экономически активными, 157 — неактивными (показатель активности — 73,0 %, в 1999 году было 71,5 %). Из 425 активных жителей работали 383 человека (202 мужчины и 181 женщина), безработных было 42 (19 мужчин и 23 женщины). Среди 157 неактивных 46 человек были учениками или студентами, 64 — пенсионерами, 47 были неактивными по другим причинам.